# Sam (Kokologo)
Pour les articles homonymes, voir Sam.
Sam est un village du département et la commune rurale de Kokologo, situé dans la province du Boulkiemdé et la région du Centre-Ouest au Burkina Faso.

## Éducation et santé
Le village accueille un centre de santé et de protection sociale (CSPS).
Le village possède une école primaire publique.